# McJoe Arroyo
McJoe Arroyo (1985. december 5. –) Puerto Ricó-i ökölvívó.
Ikertestvére, McWilliams Arroyo szintén sikeres ökölvívó.

## Eredményei
- 2007-ben bronzérmes a világbajnokságon, az elődöntőben kapott ki a későbbi bajnok orosz Szergej Vodopjanovtól.